# Ronan Lamy Chappuis
Ronan Lamy Chappuis (* 10. September 1993 in Lons-le-Saunier) ist ein ehemaliger französischer Skispringer.

## Werdegang
Lamy Chappuis, der für den SC Bois d’Amont startete, gab sein internationales Debüt im Alter von 13 Jahren im Januar 2007 bei FIS-Juniorenwettbewerben in Courchevel. Nach zwei hinteren Platzierungen startete er im Februar in Chaux-Neuve erstmals im FIS-Cup und konnte bereits im ersten Springen mit dem 30. Platz seinen ersten Wertungspunkt gewinnen. Im Januar 2008 startete Lamy Chappuis bei FIS-Springen im slowenischen Kranj und im italienischen Pragelato, bevor er im Oktober sein Debüt im Alpencup gab. Ihm gelang es in den ersten Springen dieses Wettbewerbs jedoch nicht, in die Punkteränge zu springen. Bei den Nordischen Junioren-Skiweltmeisterschaften 2009 in Štrbské Pleso erreichte er Platz 49. Nach der Junioren-WM startete Lamy Chappuis wieder bei Junioren-Wettbewerben und erzielte dabei wechselnde Ergebnisse. Ende März gelang ihm mit der Mannschaft der Gewinn der Bronzemedaille beim Teamspringen der Französischen Meisterschaften im Skispringen 2009 in Chaux-Neuve, nachdem er im Einzelspringen bereits Zehnter wurde. Im August 2009 startete er für zwei Springen in Predazzo erfolgreich im FIS-Cup, bevor er ab September wieder im Alpencup an den Start ging.
Nachdem er im Alpencup durchweg gute bis sehr gute Platzierungen erzielt hatte, gab er am 27. Dezember 2009 sein Debüt im Skisprung-Continental-Cup. Dabei erreichte er jedoch in beiden Springen von Engelberg nicht den zweiten Durchgang. Bei den Nordischen Junioren-Skiweltmeisterschaften 2010 in Hinterzarten sprang Lamy Chappuis im Einzel von der Normalschanze auf den 28. Platz und erreichte mit der Mannschaft im Teamspringen den zwölften Rang. Im Anschluss blieb er bis Ende Februar erfolglos im Continental Cup, bevor er zurück in den Alpen- und den FIS-Cup wechselte. Im Juli 2010 gelang ihm bei seinem Continental-Cup-Comeback in Courchevel erstmals der Gewinn von Continental-Cup-Punkten. Bei der zwei Wochen später auf gleicher Schanze stattfindenden Qualifikation für das Springen im Rahmen des Skisprung-Grand-Prix konnte er sich nicht qualifizieren. Auch in weiteren vereinzelten Starts im Continental Cup blieb er erfolglos.
Bei den Nordischen Junioren-Skiweltmeisterschaften 2011 im estnischen Otepää konnte Lamy Chappuis seine Leistungen im Vergleich zum Vorjahr weiter steigern und erreichte im Einzelspringen den 19. Rang und mit der Mannschaft den neunten Platz. Eine Woche später konnte er im Continental Cup in beiden Springen in Brotterode in die Punkteränge springen. Trotz dieses Erfolgs verblieb Lamy Chappuis vorrangig im Kader für den Alpencup und startete zwischendurch nur vereinzelt im Continental Cup. Erfolge oder Punktplatzierungen blieben aus. Bei den Nordischen Junioren-Skiweltmeisterschaften 2012 im türkischen Erzurum landete er im Einzelspringen auf dem 21. Platz und mit der Mannschaft im Teamspringen auf Rang neun.
Nachdem er im Sommer 2012 erneut erfolglos beim Continental-Cup-Springen in Stams an den Start gegangen war, gelang ihm im Alpencup in Einsiedeln sein erster Podestrang. Daraufhin wechselte er im September wieder in den Continental Cup und konnte in Klingenthal im ersten Springen mit Platz neun und im zweiten Springen mit Platz sechs die Konkurrenz überraschen. Nachdem er die beiden folgenden Alpencup-Springen in Oberstdorf gewinnen konnte, gab er am 23. November 2012 im Rahmen des Mixed-Team-Springens in Lillehammer sein Debüt im Skisprung-Weltcup. Gemeinsam mit Julia Clair, Coline Mattel und Emmanuel Chedal belegte er am Ende den neunten Rang. Die Qualifikation für das Einzelspringen verpasste er als 47. deutlich. Auch in Kuusamo verpasste er die Qualifikation und konnte lediglich im Teamspringen starten, wo er mit der Mannschaft den zehnten Rang belegte.
Im Januar 2013 startete Lamy Chappuis nach seinen ersten Weltcup-Starts wieder im Alpencup und erreichte dabei in Planica zwei Top-10-Platzierungen. Bei den kurz darauf stattfindenden Nordischen Junioren-Skiweltmeisterschaften 2013 in Liberec erreichte er im Einzelspringen sowie mit der Mannschaft im Teamspringen den zehnten Platz. Im Februar erhielt er erneut die Möglichkeit, im Continental Cup an den Start zu gehen und konnte in Brotterode ebenfalls unter die besten zehn springen. Damit erhielt er die Qualifikation für die Nordischen Skiweltmeisterschaften 2013 im Val di Fiemme. Nach einem 38. Platz im Einzel von der Normalschanze erreichte er im Mixed-Team-Springen Rang fünf. Für das Springen von der Großschanze verpasste er die Qualifikation. Nachdem er nach der Weltmeisterschaft im Rahmen des Alpencups in Chaux-Neuve auf den vierten Platz springen konnte, kam er zurück in den A-Kader im Skisprung-Weltcup, konnte aber bei keinem Springen bis Saisonende den Wettbewerb erreichen. Bei den Französischen Meisterschaften im Skispringen 2013 gewann er von der Normalschanze in Chaux-Neuve die Silbermedaille im Einzelspringen sowie im Teamwettbewerb gemeinsam mit Jason Lamy Chappuis, Samuel Guy und Théo Hannon die Goldmedaille.
Am 21. und 22. September 2013 erreichte er beim Sommer-Grand-Prix in Almaty mit den Plätzen 24 und 30 seine ersten Grand-Prix-Punkte. Im darauffolgenden Winter überstand er in Ruka erstmals die Qualifikation für ein Einzelweltcupspringen, wodurch er am 24. November 2013 bei seinem ersten Einzelweltcup startete. Als 49. verpasste er die Punkteränge dabei deutlich. Im Januar 2014 konnte er dann deutlich bessere Leistungen zeigen. Am 11. Januar 2014 erreichte er beim Continental-Cup-Springen in Courchevel als Dritter seinen ersten COC-Podestplatz. Am 16. Januar holte er mit Rang 24 in Wisła seine ersten Weltcuppunkte. Seine beste Weltcupplatzierung konnte kurz darauf als 18. in Zakopane und Elfter in Sapporo noch zweimal verbessern. Dieser elfte Platz blieb auch bis zu seinem Karriereende sein bestes Ergebnis in einem Einzelweltcup. Im Februar 2014 nahm er an den Olympischen Winterspielen im russischen Sotschi teil. In den beiden Einzelwettbewerben belegte er die Plätze 41 von der Normalschanze und 36 von der Großschanze.
Im Sommer 2014 erreichte er bei keinem seiner Starts im Grand Prix die Punkteränge. Im Weltcup 2014/15 landete er immerhin vier Mal unter den besten 30, wobei er aber nicht über Rang 25 in Innsbruck hinaus kam. Im Februar 2015 nahm er im schwedischen Falun zum zweiten Mal an den Nordischen Skiweltmeisterschaften teil. Auf der Normalschanze belegte er den 26. Platz im Einzel und den achten Platz mit dem französischen Mixed-Team. Auf der Großschanze wurde er 41. im Einzel.
Im Sommer 2015 erreichte er im Grand Prix eine Platzierung unter den besten 30. In Courchevel belegte er Rang 26. Am 13. September 2015 belegte er den dritten Rang beim COC-Springen in Stams und erzielte damit seine zweite und auch letzte Podestplatzierung in dieser Wettkampfserie. In der Wintersaison 2015/16 sprang er erneut mehrfach in die Punkteränge im Weltcup. Seine besten Saisonergebnisse waren zwei 23. Plätze. Insgesamt holte er 24 Weltcuppunkte. Im Gesamtweltcup belegte er den 52. Rang und erreichte damit seine beste Karriereplatzierung.
Am 30. Juli 2016 erreichte er beim Sommer-Grand-Prix in Hinterzarten mit Platz 20 die beste Einzelplatzierung seiner Karriere im Grand Prix. Insgesamt holte er 2016 14 Grand-Prix-Punkte und belegte Rang 64 in der Gesamtwertung. Im Weltcup 2016/17 verpasste er bei all seinen Starts die Punkteränge. Seine letzten internationalen Wettbewerbe bestritt er am 14. und 15. Januar 2017 im Rahmen des Continental Cups in Garmisch-Partenkirchen. Danach musste er die Saison 2016/17 aufgrund von Rückenschmerzen vorzeitig beenden. Als Ursache dieser Schmerzen stellte sich bei einer Untersuchung im April 2017 ein gutartiger Knochentumor heraus. Dieser musste operativ entfernt werden und eine Knochentransplantation war notwendig. Das Comeback nach seiner Verletzung gab Lamy Chappuis im März 2018 bei den Französischen Meisterschaften, bei denen er den zweiten Rang belegte. Danach beschloss er, seine Karriere nicht fortzusetzen und er gab am 30. September 2018 sein Karriereende bekannt.

## Statistik

### Weltcup-Platzierungen
| Saison  | Platz | Punkte |
| ------- | ----- | ------ |
| 2013/14 | 060.  | 044    |
| 2014/15 | 069.  | 013    |
| 2015/16 | 052.  | 024    |

### Vierschanzentournee-Platzierungen
| Saison  | Platz | Punkte |
| ------- | ----- | ------ |
| 2013/14 | 040.  | 436,7  |
| 2014/15 | 047.  | 303,5  |
| 2015/16 | 036.  | 415,5  |
| 2016/17 | 060.  | 093,9  |

### Grand-Prix-Platzierungen
| Saison | Platz | Punkte |
| ------ | ----- | ------ |
| 2013   | 079.  | 008    |
| 2015   | 082.  | 005    |
| 2016   | 064.  | 014    |

### Continental-Cup-Platzierungen
| Saison  | Platz | Punkte |
| ------- | ----- | ------ |
| 2010/11 | 119.  | 009    |
| 2012/13 | 074.  | 113    |
| 2013/14 | 053.  | 138    |
| 2014/15 | 083.  | 066    |
| 2015/16 | 074.  | 105    |

### FIS-Cup-Platzierungen
| Saison  | Platz | Punkte |
| ------- | ----- | ------ |
| 2009/10 | 112.  | 044    |
| 2010/11 | 131.  | 040    |

## Privates
Ronan Lamy Chappuis hat zwei Schwestern. Sein Cousin Jason war bis zu dessen endgültigen Rücktritt zum Ende der Saison 2018 ein erfolgreicher Nordischer Kombinierer. Im Januar 2019 wurde er Vater einer Tochter.